# Mswati III di eSwatini
Mswati III (Manzini, 19 aprile 1968) è l'attuale monarca assoluto di eSwatini, nonché capo della famiglia reale Swazi.

## Biografia
È uno dei molteplici figli del re Sobhuza II e l'unico nato da Ntfombi Tfwala, nota anche come Inkhosikati LaTfwala, una delle mogli più giovani del sovrano. Nacque presso il Raleigh Fitkin Memorial Hospital, quattro mesi prima che lo Swaziland raggiungesse l'indipendenza dalla Gran Bretagna. Quando lui e sua madre furono dimessi dall'ospedale, andarono a vivere in una delle residenze Etjeni del re Sobhuza presso il Masundwini Palace. Alla nascita venne chiamato Makhosetive (Re delle Nazioni). Nel 2018, in occasione del 50º anniversario dell'indipendenza, ha modificato il nome dello Swaziland, ribattezzando lo stato con il nome di eSwatini.

### Istruzione
Da giovane principe ha frequentato la scuola primaria di Masundwini e la scuola Lozitha, direttamente situata nel palazzo reale. Nel dicembre 1982 ha ottenuto il diploma di licenza elementare presso la Phondo Royal Residence e una prima classe di merito in matematica e inglese. Ha sviluppato un forte interesse nei confronti della Guardia Reale, diventando il primo giovane cadetto ad aderire al Umbutfo Swaziland Defence Force (USDF).

### L'incoronazione
Nel 1982, quando morì suo padre, re Sobhuza II, il Gran Consiglio di Stato dello Stato dello Swaziland (il Liqoqo), scelse il quattordicenne principe Makhosetive come futuro sovrano. Nel frattempo le funzioni regali furono rette per i successivi quattro anni da due mogli del defunto re: la regina Dzeliwe Shongwe, tra il 1982 e il 1983, e la regina Ntfombi Tfwala, tra il 1983 ed il 1986, mentre Mswati proseguiva i suoi studi in Inghilterra frequentando la Scuola Sherborne.

## Regno

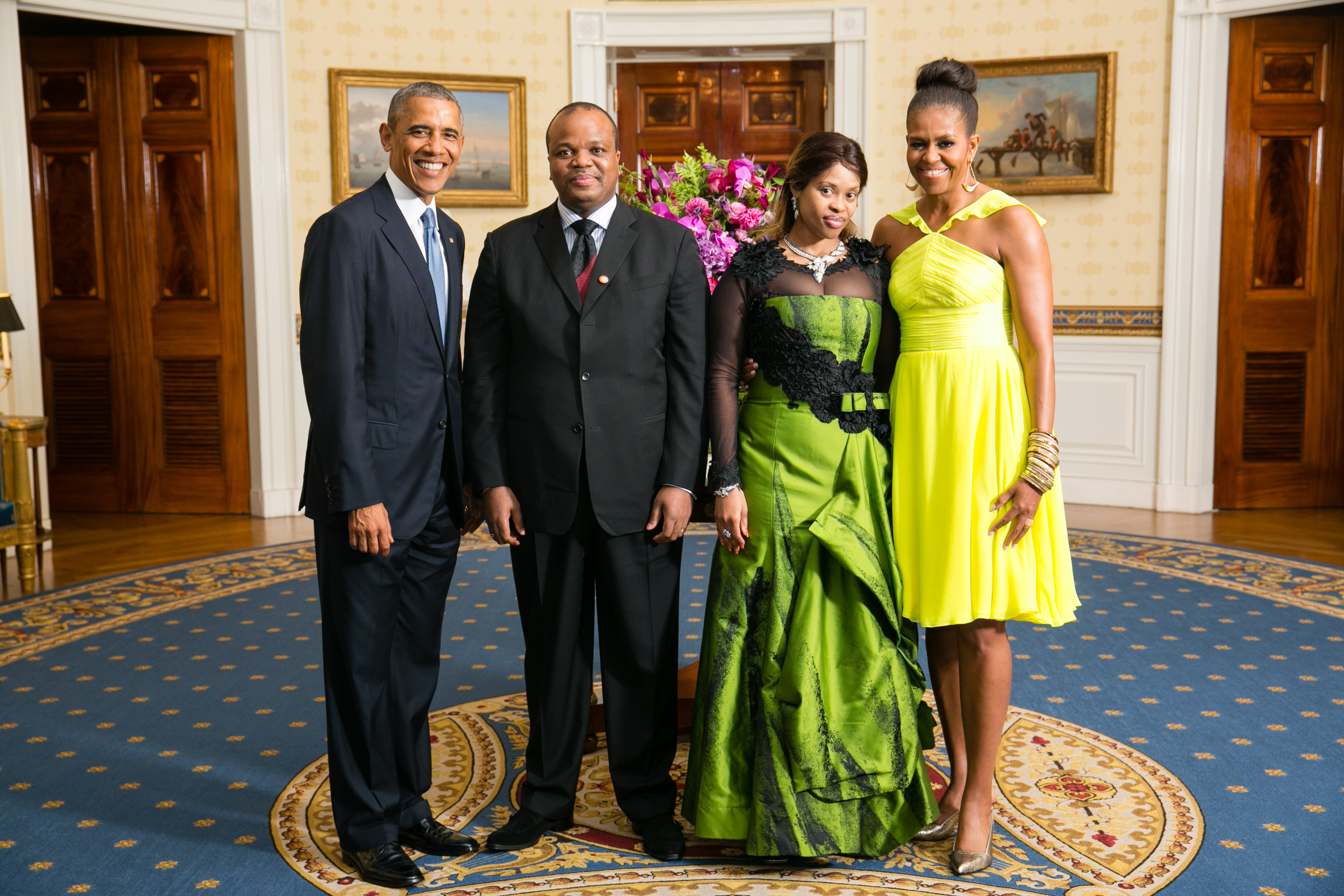
Mswati III e Sibonelo Mngometulu con il presidente degli Stati Uniti Barack Obama il 5 agosto 2014

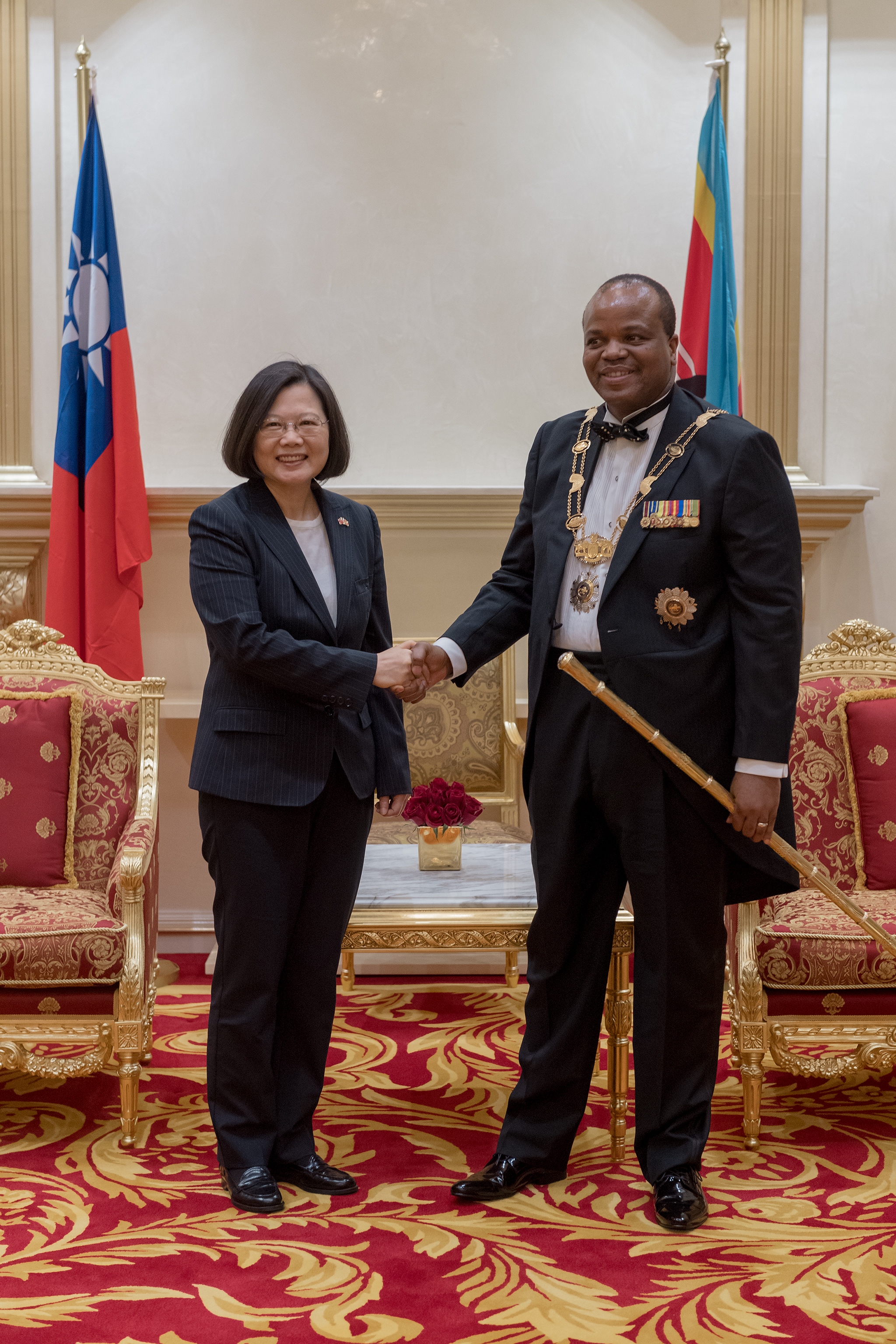
Mswati III e il presidente taiwanese Tsai Ing-wen in Swaziland il 17 aprile 2018

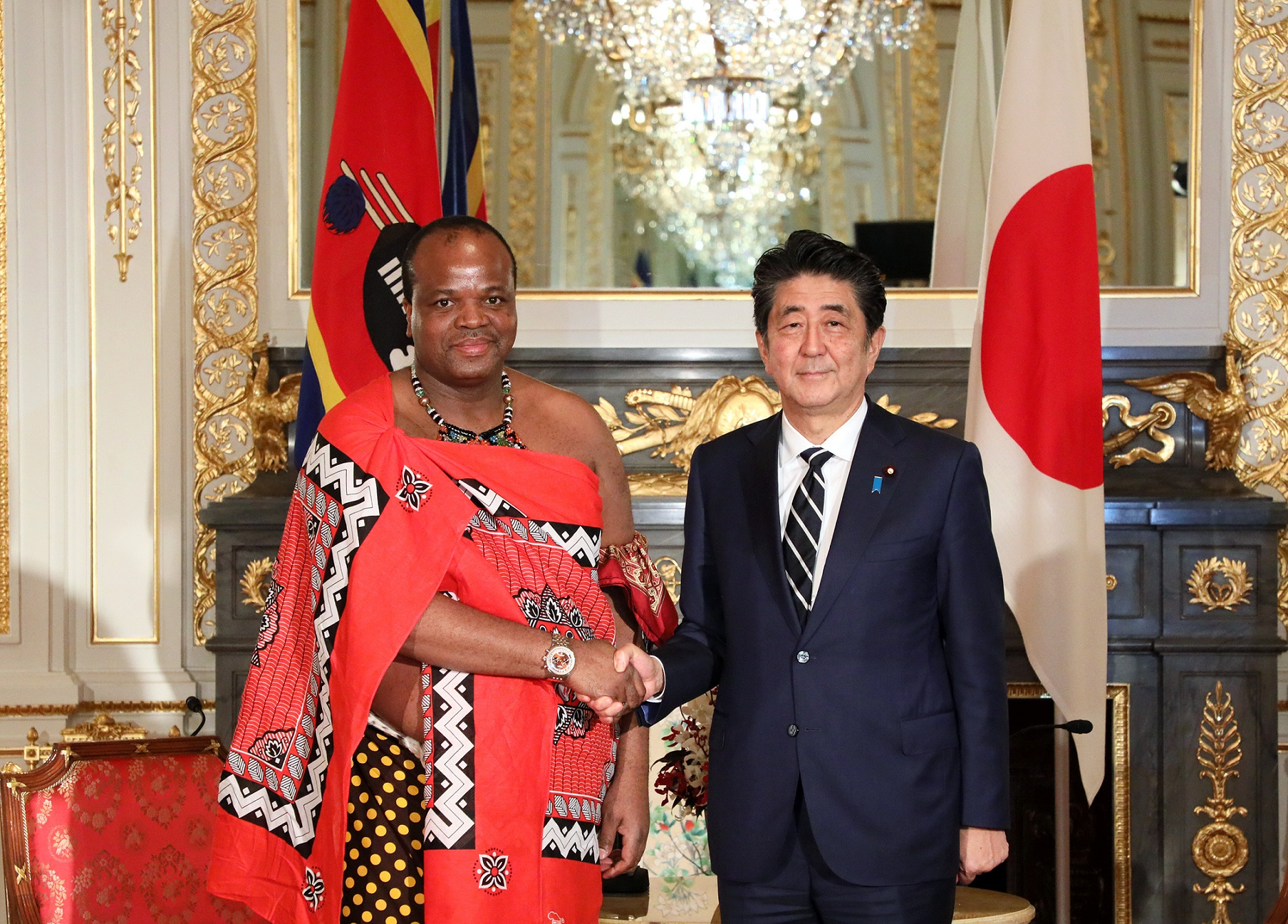
Mswati con il primo ministro giapponese Shinzō Abe il 21 ottobre 2019

Mswati III è stato nominato ufficialmente principe ereditario nel settembre 1983 e incoronato re dello Swaziland il 25 aprile 1986, all'età di 18 anni e sei giorni; divenne così il più giovane sovrano regnante, fino alla nomina, il 14 dicembre 2006, di re Jigme Khesar Namgyel Wangchuck del Bhutan. È stato anche il più giovane capo di stato fino all'insediamento di Joseph Kabila, il 26 gennaio 2001, come presidente della Repubblica Democratica del Congo. Il re e la regina madre, il cui titolo è Ndlovukati (Grande Elefantessa), governano congiuntamente. Attualmente è l'ultimo monarca assoluto dell'Africa.

### Forma di governo
Anche se è un monarca assoluto, deve in realtà condividere il potere con la regina. Inoltre, in materia di nomine, riceve consigli dal capo dell'esecutivo. Ha governato per decreto, ma ha ripristinato il Parlamento dello Swaziland, sciolto dal padre, al fine di garantire la concentrazione di potere. I parlamentari sono nominati o dallo stesso Mswati (due terzi dei senatori e dieci deputati) o eletti da capi tradizionali vicini al potere. Vicino alle chiese evangeliche, ha vietato il divorzio e l'uso di minigonne. Nel 2006 Mswati ha promulgato una nuova costituzione che permette la libertà di parola e di riunione sia per i media che per il pubblico, pur mantenendo il sistema tradizionale Tinkhundla. Amnesty International ha criticato il nuovo statuto, ritenendolo in alcuni aspetti inadeguato. I giornalisti dello Swaziland si considerano generalmente liberi nello svolgere la loro professione.
Nel tentativo di mitigare il drammatico impatto che l'HIV e l'AIDS avevano nel 2001, il re ha usato i suoi tradizionali poteri per invocare un rito consacrato, la castità (umcwasho), incoraggiando le ragazze dello Swaziland ad astenersi dai rapporti sessuali per almeno cinque anni. Durante questo rito, dal 9 settembre 2001 al 19 agosto 2005, ha imposto il divieto di unirsi carnalmente a tutti gli abitanti dello Swaziland con meno di 18 anni di età. Appena due mesi dopo, però, egli stesso ha violato tale decreto, sposando una diciassettenne, la sua tredicesima moglie.
Mswati III ha visitato Taiwan diciassette volte a partire da giugno 2018 e ha promesso di continuare a riconoscere Taiwan al posto della Repubblica Popolare Cinese.
L'eSwatini è prevalentemente rurale ed è uno dei paesi più poveri del mondo (il 63% della sua popolazione vive al di sotto della soglia di povertà). Un circolo economico di 15.000 uomini d'affari controlla la maggior parte della ricchezza del paese. Questo circolo include investitori sudafricani che sono venuti in eSwatini per trovare manodopera a un terzo del costo e un gruppo di uomini d'affari bianchi che sono eredi dei coloni britannici.
Nel gennaio 2021, Mswati III ha contratto il COVID-19 e in seguito ha ringraziato Taiwan per aver fornito farmaci antivirali che lo hanno aiutato nella guarigione. Il re non ha rivelato di essere stato ricoverato in ospedale fino a dopo la sua guarigione.
Nel giugno 2021, sono scoppiate le proteste in eSwatini del 2021 contro l'autoritarismo e la repressione dell'opposizione. Il Partito comunista dello Swaziland ha affermato che era fuggito in Sudafrica nella notte tra il 28 e il 29 giugno, mentre la Swaziland Solidarity Network ha affermato che era fuggito in Mozambico. Entrambe queste affermazioni sono state smentite dal primo ministro in carica Themba Nhlanganiso Masuku.

## Discendenza

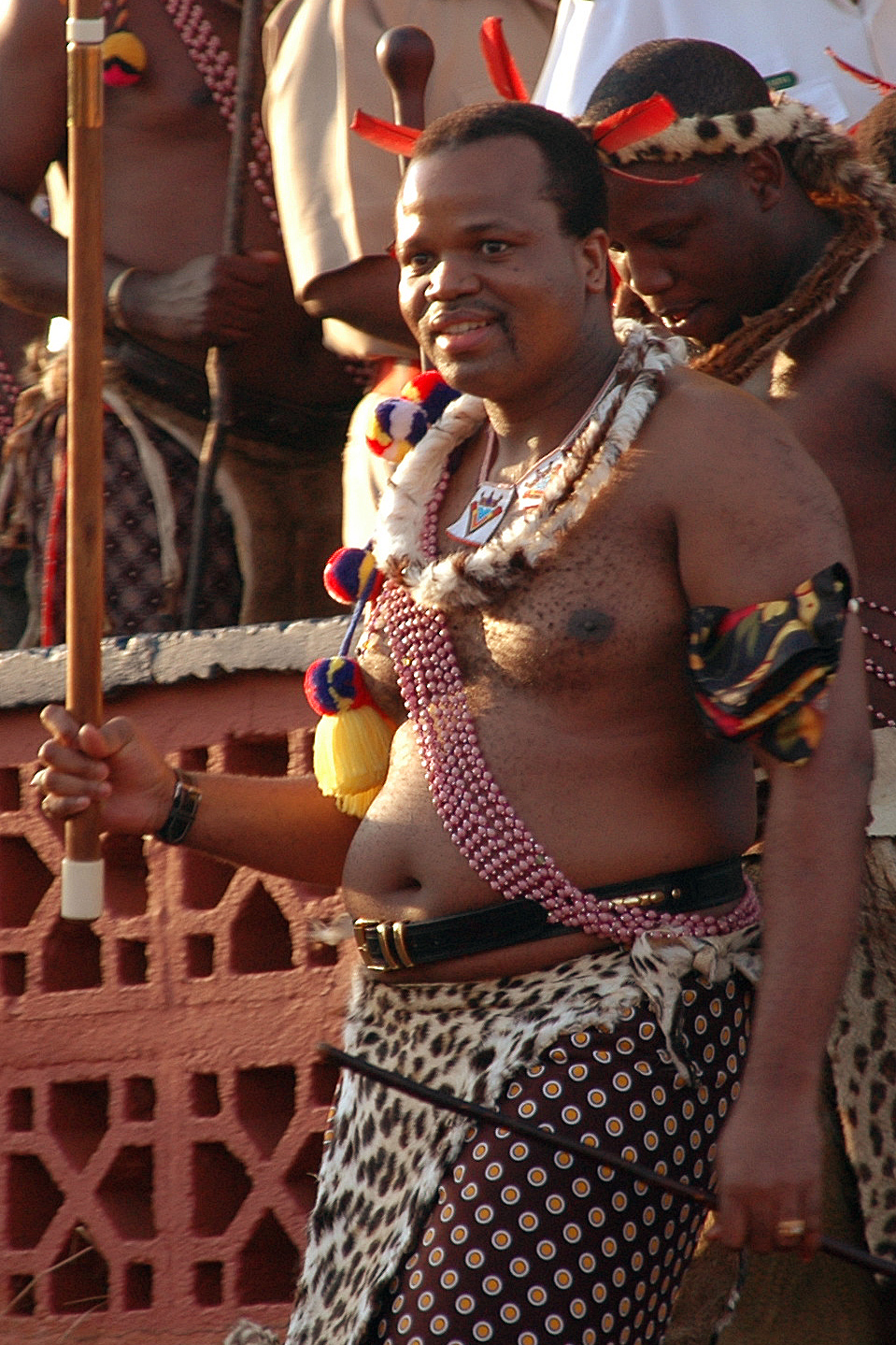
Mswati III durante una cerimonia

Mswati III si è sposato in totale con 16 donne, da cui ha avuto 21 figlie e 14 figli:
- Nomsah Matsebula, prima moglie rituale:
  - Principe Sicalo (1987);
  - Principe Maveletiveni.
- Sindi Motsa (1969), seconda moglie rituale:
  - Principe Majahonkhe (1991);
  - Principe Buhlebenkhosi (1997);
  - Principe Lusuku;
  - Principe Sinawonkhe.
- Sibonelo Mngometulu (1969), prima moglie scelta personalmente, sposata nel 1986:
  - Principessa Sikhanyiso (1987);
  - Principe Lindani (1989).
- Carol Dlamini (1970), sposata nel 1987:
  - Principessa Temaswati (1988);
  - Principessa Tiyandza (1992);
  - Principessa Tebukhosi (1994);
  - Principessa Wesive Mazwezulu (2012).
- Putsoana Hwala (1974):
  - Principe Bandzile (1990);
  - Principessa Sibahle Temashayina (1996).
- Delisa Magwaza (1974), sposata nel 1993:
  - Principessa Temtsimba (1992);
  - Principessa Sakhizwe (1999).
- Angel Dlamini (1979), sposata nel 1998:
  - Principessa Nkhosiyenzile (2003).
- Senteni Masango (1981-2018), sposata nel 2000 e deceduta per overdose:[17]
  - Principessa Sentelweyinkhosi (2000);
  - Principessa Sibusezweni (2003).
- Notsetselo Magongo (1985), sposata nel 2002:
  - Principe Mcwasho (2002).
- Zena Soraya Mahlangu (1984), sposata nel 2002:
  - Principe Saziwangaye (2004);
  - Principessa Lomabheka (2013).
- Noliqhwa Ayanda Ntentesa (1981), sposata nel 2005:
  - Principessa Sabusiswa (2012).
- Nothando Dube (1988-2019), sposata nel 2005 e deceduta a causa di un cancro alla pelle:[18]
  - Principe Makhosothando (2005);
  - Principe Betive (2007);
  - Principessa Mahlemalangeni Temave (2009).
- Phindile Nkambule (1988), sposata nel 2007:
  - Principessa Sihlalosemusa Buhlebetive (2007);
  - Principessa Nikudumo (2009);
  - Principessa Mphilwenhle (2012);
  - Principe Mehluli (2014);
  - Principessa Mphandseze (2018);
  - Principessa Lomchele (2019).
- Sindiswa Dlamini (1995), sposata nel 2014:
  - Principessa Ntsandvweni (2015);
  - Principessa Nolikhwa (2017).
- Siphelele Mashwama (1998), sposata nel 2019:
  - Principe Mkhandlo (2021).
- Nomcebo Zuma (2002), sposata nel 2024.

## Controversie
Il regno di Mswati III ha portato alcuni cambiamenti nel governo e nella trasformazione politica. Tuttavia, i critici come il People's United Democratic Movement (PUDEMO) ritengono che questi cambiamenti siano mirati esclusivamente a rafforzare e perpetuare l'ordine tradizionale. La sua presenza al pranzo dei sovrani monarchi del maggio 2012, per celebrare il giubileo di diamante della regina Elisabetta II, ha causato qualche controversia, date le critiche al record del suo regime in materia di diritti umani.
Il regno di Mswati III è stato criticato per le sue numerose presunte violazioni dei diritti umani. Il suo regime è stato accusato di usare la tortura e la forza eccessiva per controllare le masse, nonché di palese discriminazione contro vari gruppi dissidenti. Il suo regime è stato accusato di esecuzioni extragiudiziali da parte delle sue forze, insieme ad arresti arbitrari, detenzioni e perquisizioni e sequestri ingiustificati di case e proprietà. Il suo governo ha limitato la libertà di parola, di riunione e di associazione e ha molestato attivisti e giornalisti. Il governo avrebbe preso di mira la comunità LGBT, i leader sindacali e gli attivisti contro il lavoro minorile, tra gli altri gruppi. I tribunali hanno preso poche o nessuna azione per punire le azioni di Mswati III o i funzionari che hanno commesso gli abusi.
Mswati III è stato accusato di aver rapito le donne che desiderava sposare. Inoltre, nel 2000 avrebbe chiesto una riunione parlamentare per discutere se le persone sieropositive dovessero essere "sterilizzate e marchiate".

### Ricchezza
Mswati III è stato criticato per il suo stile di vita sfarzoso, soprattutto dai media; in un rapporto è stato accusato di vivere uno stile di vita lussuoso mentre la gente del suo paese muore di fame. Nel bilancio nazionale del 2014, il Parlamento ha stanziato 61 milioni di dollari (USA) per il bilancio annuale della famiglia reale, mentre il 63% degli swazilandesi vive con meno di 1,25 dollari al giorno. Mswati III ha vietato la fotografia delle sue automobili dopo essere stato criticato per aver acquistato auto di lusso, come una DaimlerChrysler Maybach 62 da 500.000 dollari. Secondo la rivista Forbes del 2009 dei 15 reali più ricchi del mondo, il re Mswati III possiede circa 200 milioni di dollari. Nel gennaio 2004 il Times of Swaziland riportò che il re aveva chiesto al suo governo di spendere circa 15 milioni di dollari per ristrutturare tre palazzi principali e costruirne altri per ciascuna delle sue 11 mogli. L'ufficio del primo ministro emise un comunicato stampa affermando che l'articolo del Times of Swaziland era "sconsiderato e falso" e che la proposta riguardava la costruzione di 5 palazzi statali, non palazzi reali, e che il costo era di soli 19,9 milioni di euro. Più tardi quello stesso anno fu dato il via libera per costruire cinque nuovi edifici ad un costo di oltre 4 milioni di dollari con fondi pubblici. Nell'agosto 2008, centinaia di donne swazilandesi marciarono attraverso la capitale per protestare contro il costo di una corsa di shopping all'estero fatta da nove delle tredici mogli del re. La manifestazione è stata organizzata da Positive Living, un’organizzazione non governativa per le donne swazilandesi affette da AIDS, e i dimostranti hanno presentato una petizione al ministro delle finanze sostenendo che il denaro avrebbe dovuto essere speso diversamente.
Mswati III possiede una collezione di orologi su misura del valore di milioni di dollari.
Mswati III ha una quota personale in una larga parte dell'economia di eSwatini, che è un fattore della sua crescita economica al di sotto della media per una nazione subsahariana. Come monarca assoluto, detiene il potere di sciogliere i partiti e il Parlamento.

### La controversia di LaMahlangu
Secondo le accuse di Amnesty International, Zena Mahlangu, una studentessa di 18 anni, è scomparsa dalla sua scuola nell'ottobre 2002. Sua madre, Lindiwe Dlamini, ha saputo che sua figlia era stata rapita da due uomini, Qethuka Sgombeni Dlamini e Tulujani Sikhondze, e ha denunciato il fatto alla polizia. Qualche tempo dopo, le è stato detto che sua figlia si trovava al Villaggio Reale di Ludzidzini e che si stava preparando a diventare la prossima moglie del re.
Tra i criteri per una liphovela (futura sposa) c'è che la ragazza non deve essere una gemella; Zena Mahlangu era metà di una coppia di gemelli fratello-sorella, e quindi non idonea. La questione è andata all'Alta corte, ma è intervenuto il Procuratore generale dello Swaziland Phesheya Dlamini.

## Ascendenza
|                 |   |                         | Genitori          |  |  | Nonni |  |  | Bisnonni   |  |  | Trisnonni |  |
|                 |   |                         |                   |  |  |       |  |  | Dlamini IV |  |  | Mswati II |  |
|                 |   |                         |                   |  |  |       |  |  | Dlamini IV |  |  | Mswati II |  |
|                 |   | Nandzi Nkambule         |                   |  |  |       |  |  | Dlamini IV |  |  |           |  |
| Ngwane V        |   |                         |                   |  |  |       |  |  | Dlamini IV |  |  |           |  |
|                 |   | Labotsibeni Mdluli      | Matsanjana Mdluli |  |  |       |  |  |            |  |  |           |  |
|                 |   | Labotsibeni Mdluli      | Matsanjana Mdluli |  |  |       |  |  |            |  |  |           |  |
|                 |   | Labotsibeni Mdluli      | …                 |  |  |       |  |  |            |  |  |           |  |
| Sobhuza II      |   | Labotsibeni Mdluli      |                   |  |  |       |  |  |            |  |  |           |  |
|                 |   | Capo Ngolotjeni Nxumalo | …                 |  |  |       |  |  |            |  |  |           |  |
|                 |   | Capo Ngolotjeni Nxumalo | …                 |  |  |       |  |  |            |  |  |           |  |
|                 |   | Capo Ngolotjeni Nxumalo | …                 |  |  |       |  |  |            |  |  |           |  |
| Lomawa Ndwandwe |   | Capo Ngolotjeni Nxumalo |                   |  |  |       |  |  |            |  |  |           |  |
|                 |   | Msindvose Ndlela        | …                 |  |  |       |  |  |            |  |  |           |  |
|                 |   | Msindvose Ndlela        | …                 |  |  |       |  |  |            |  |  |           |  |
|                 |   | Msindvose Ndlela        | …                 |  |  |       |  |  |            |  |  |           |  |
| Mswati III      |   | Msindvose Ndlela        |                   |  |  |       |  |  |            |  |  |           |  |
|                 | … | …                       |                   |  |  |       |  |  |            |  |  |           |  |
|                 | … | …                       |                   |  |  |       |  |  |            |  |  |           |  |
|                 | … | …                       |                   |  |  |       |  |  |            |  |  |           |  |
| …               | … |                         |                   |  |  |       |  |  |            |  |  |           |  |
|                 |   | …                       | …                 |  |  |       |  |  |            |  |  |           |  |
|                 |   | …                       | …                 |  |  |       |  |  |            |  |  |           |  |
|                 |   | …                       | …                 |  |  |       |  |  |            |  |  |           |  |
| Ntfombi Tfwala  |   | …                       |                   |  |  |       |  |  |            |  |  |           |  |
|                 |   | …                       | …                 |  |  |       |  |  |            |  |  |           |  |
|                 |   | …                       | …                 |  |  |       |  |  |            |  |  |           |  |
|                 |   | …                       | …                 |  |  |       |  |  |            |  |  |           |  |
| …               |   | …                       |                   |  |  |       |  |  |            |  |  |           |  |
|                 |   | …                       | …                 |  |  |       |  |  |            |  |  |           |  |
|                 |   | …                       | …                 |  |  |       |  |  |            |  |  |           |  |
|                 |   | …                       | …                 |  |  |       |  |  |            |  |  |           |  |
|                 |   | …                       |                   |  |  |       |  |  |            |  |  |           |  |